# EuroTech Universities Alliance
EuroTech Universities Alliance (eller blot EuroTech) er en sammenslutning af europæiske/israelske tekniske universiteter.
I gruppen er Danmarks Tekniske Universitet (DTU), EPFL, Institut polytechnique de Paris, Technion, Eindhoven University of Technology (TU/e) og Technische Universität München (TUM).
Formand for gruppen er Thomas F. Hofmann.